# Vladimír Šrámek
Vladimír Šrámek (* 10. März 1923 in Košice; † 17. Februar 2004) war ein slowakischer Komponist.
Šrámek studierte am Konservatorium Prag. Von 1953 bis 1963 war er Mitarbeiter der Musikabteilung des Nationalmuseums, danach lebte er als freischaffender Komponist.
Außer einer Orchesterouvertüre komponierte Šrámek fast ausschließlich Werke in kammermusikalischer Besetzung, darunter sieben Metamorphosen, ein Nonett, drei Bläserquintette, ein Streichquartett, ein Altmayafragment für Stimme und Kammerensemble und zwei Pantomimen mit Instrumenten und Gesang.